# Нестеров Олександр Георгійович
Олександр Георгійович Нестеров (нар. 9 січня 1962) — радянський та казахський футболіст, захисник, нападник, нападник та півзахисник, тренер.

## Життєпис
Вихованець ДЮСШ (Усть-Каменогорськ). Дебютував 1980 року в «Локомотива» (Улан-Уде). Надалі грав за команди Казахської РСР у другій лізі першості СРСР «Восток» Усть-Каменогорськ (1981), «Булат» Теміртау (1982-1984; 1990 - друга нижча ліга), «Шахтар» Караганда (1985—1986, 1987—1990). Наприкінці 1986 року дебютував за «Кайрат» Алмати в Кубку Федерації. У березні — квітні 1987 року зіграв два матчі у вищій лізі, обидва рази виходячи на заміну в останні 15 хвилин — проти «Шахтаря» (0:1) та «Арарата» (0:1). Зіграв матч проти «Зеніту» у Кубку Федерації та повернувся до «Шахтаря». 1991 рік провів у другій нижчій лізі, граючи за «Кубань» (Бараниковський).
У чемпіонаті Казахстану виступав за «Кокшетау» Кокчетав (1992) та «Шахтар» Караганда (1992—1993). Завершив кар'єру у 1999 році, провівши три матчі за клуб першої ліги РГШО Караганда.
У 2005 році — головний тренер «Булат-MSK» Теміртау, у 2006 році — головний тренер клубу «Шахтар-Юність». 2007—2009 — тренер у карагандинському «Шахтарі».
Помер у листопаді 2018 року на 60-му році життя.
Син Євген — також футболіст та тренер.